# 至德 (南朝陈)
至德（583年正月—586年十二月）是南朝陳政權，陳後主陈叔宝的年号，共计3年餘。
至德元年春正月壬寅，诏曰：
“朕以寡薄，嗣守鸿基，哀惸切虑，疹恙缠织，训俗少方，临下靡算，惧甚践冰，慄同驭朽。而四气易流，三光遄至，缨绂列陛，玉帛充庭，具物匪新，节序疑旧，缅思前德，永慕昔辰，对轩闼而哽心，顾枿筵而慓气。思所以仰遵遗构，俯励薄躬，陶铸九流，休息百姓，用弘宽简，取叶阳和。可大赦天下，改太建十五年为至德元年。”

## 纪年
| 至德 | 元年  | 二年  | 三年  | 四年  |
| ---- | ----- | ----- | ----- | ----- |
| 公元 | 583年 | 584年 | 585年 | 586年 |
| 干支 | 癸卯  | 甲辰  | 乙巳  | 丙午  |

## 參看
- 中国年号索引
  - 其他使用至德年號的政權
- 同期存在的其他政权年号
  - 天保（562年二月—585年十二月）：西梁政權梁明帝萧岿的年号
  - 广运（586年正月—587年九月）：西梁政權梁後主萧琮的年号
  - 开皇（581年二月—600年十二月）：隋朝政权隋文帝杨坚年号
  - 延昌（561年—601年）：高昌政权麴固年号
  - 鴻濟（572年—584年）：新羅真智王的年號
  - 建福（584年—634年）：新羅真平王的年號